# Elettrotreno FFS RABe 520
L'elettrotreno RABe 520 delle Ferrovie Federali Svizzere è un elettrotreno progettato specificamente per l'esercizio sulla linea Seetalbahn, a sagoma limite ridotta.
Vennero costruiti nel 2002 dalla Stadler Rail in 17 unità, numerate RABe 520 000 ÷ 016. Appartengono alla famiglia Stadler GTW (sottoserie GTW 2/8), caratterizzata dalla presenza di un modulo motore intermedio.
Attualmente gli RABe 520 sono in servizio, oltre che sulla Seetalbahn per cui vennero progettati, anche sulle linee S3 ed S9 della rete celere di Lucerna, e sulla linea S28 della rete celere dell'Argovia.